# Драконът, моят приятел
„Драконът, моят приятел“ (на английски: Pete's Dragon) е американски приключенски фентъзи филм от 2016 г. на режисьора Дейвид Лоуъри. Сценарият, написан от Лоуъри и Тоби Халбрукс, е базиран на едноименния филм от 1977 г. Снимките започват на 26 януари 2015 г. и приключват на 30 април 2015 г. „Драконът, моят приятел“ излиза по кината в САЩ и България съответно на 12 август и 2 септември 2016 г.

## Актьорски състав
| Актьор             | Роля                  |
| ------------------ | --------------------- |
| Оукс Фегли         | Пийт                  |
| Брайс Далас Хауърд | Грейс Мийчам          |
| Уна Лорънс         | Натали                |
| Уес Бентли         | Джак                  |
| Карл Ърбан         | Гавин                 |
| Робърт Редфорд     | г-н Мийчам            |
| Джон Касир         | драконът Елиът (глас) |

## Синхронен дублаж
| Роля             | Изпълнител |
| ---------------- | --- |
| Грейс            | Гергана Стоянова |
| Мийчъм           | Васил Стойчев |
| Пийт             | Стоян Кукуванов |
| Натали           | Ава Христова |
| Джак             | Явор Караиванов |
| Гавин            | Атанас Сребрев |
| Щериф Дентлър    | Сава Пиперов |
| Удроу            | Петър Чернев |
| Абнър            | Иван Велчев |
| Боби             | Николай Върбанов |
| Зам. шериф Смолс | Никола Стефанов |
| Д-р Маркес       | Йоанна Микова |
| Други гласове    | Венислава Паунова Мина Костова Никол Николова Цветослава Симеонова Васил Велкушанов Здравко Димитров Камен Недялков Кристиян Божилов Любомир Фърков Мартин Ангелов Петър Митев |

| Обработка                       | Доли Медия Студио                     |
| ------------------------------- | ------------------------------------- |
| Режисьор на дублажа             | Даниела Горанова                      |
| Преводач                        | Тония Микова                          |
| Микс студио                     | Shepperton International              |
| Творчески директор              | Венета Янкова                         |
| Продуцент на българската версия | Disney Character Voices International |